# Laura Vargas Koch
Laura Vargas Koch (ur. 29 czerwca 1990 w Berlinie) – niemiecka judoczka, brązowa medalistka igrzysk olimpijskich, wicemistrzyni świata, brązowa medalistka mistrzostw Europy.
Zdobywczyni srebrnego medalu mistrzostw świata w Rio de Janeiro w kategorii do 70 kg. Dwukrotna mistrzyni Niemiec (2010, 2012). Startowała w Pucharze Świata w latach 2010–2012, 2015, 2018 i 2019.